# Баб'як Августин
Баб'як Августин (нар. 17 жовтня 1959, Харитони, Ярославського повіту, Польща) — церковний діяч УГКЦ. Доктор богослов'я (1999). Член НТШ.

## Біографія
Закінчив Духовну семінарію у Перемишлі (1986) і був висвячений у сан священника. У цьому ж році отримав ступінь магістра теології Люблінського католицького університету. Був настоятелем парафій у Польщі (1986–1992). Від 1992 року — у Франції, де був прийнятий єпископом Михаїлом Гринчишиним до клиру УГКЦ для душпастирської праці у парафії м. Ліон. Упродовж 1994–1998 років навчався у Ліонському католицькому університеті, де захистив докторську дисертацію «Le Métropolite André Cheptytskyi et les synodes de 1940 à 1944» («Пасторальна діяльність митрополита Андрея Шептицького у Львівських синодах 1940–1944 рр.», Lyon; Lviv, 1999).
Під патронатом Ліонського католицького унверситетуту Баб'як організував низку наукових конференцій, присвячених 50-літтю смерті митрополита Андрія Шептицького, 400-річчю Берестейської унії та з нагоди відвідин України папою Іваном Павлом ІІ.

## Праці
- «Протоколи засідань Львівських архиєпархіальних Соборів 1940—1944 рр.» (Львів, 2000),
- «Les nouveaux martys ukrainiens du XXe siècle» (Roma, 2001),
- «Нові українські мученики XX ст. Сповідники віри» (Рим, 2002),
- «Подвиг Митрополита Андрея Шептицького як апостольського Візитатора для українців (1920—1923) і його взаємини з урядом Польщі [Архівовано 6 жовтня 2016 у Wayback Machine.]» (Тренто-Больцано, 2013),
- La Chiesa greco-cattolica ucraina in Italia, a cura di don Agostino Babiak. — Roma 2019,
- Автор багатьох статей на релігійну тематику в українських і французьких журналах.